# Pamięć ECC

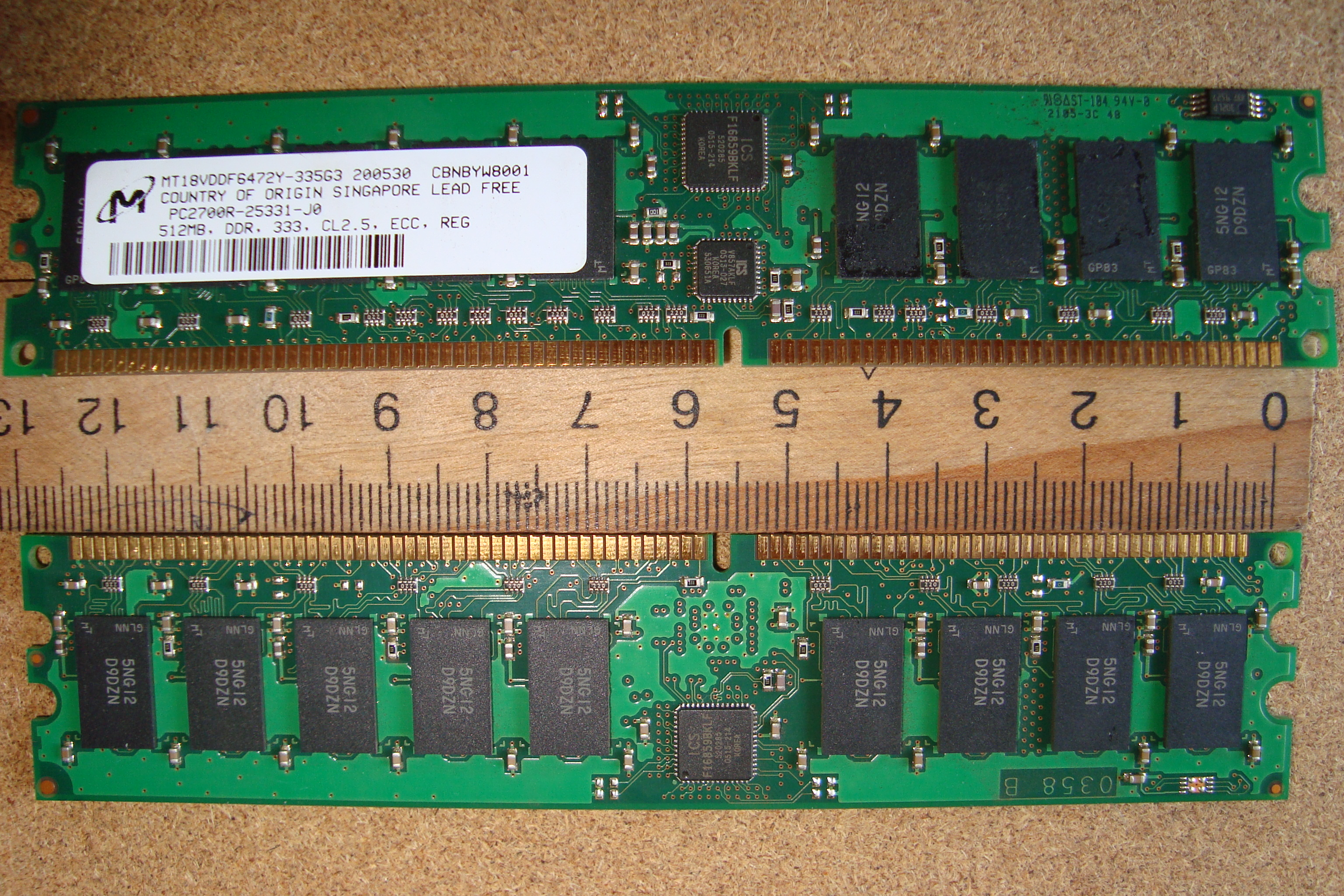
Moduły DIMM ECC mają zwykle dziewięć układów pamięci po każdej stronie, zwykle o jeden układ więcej niż w modułach DIMM bez ECC.

Pamięć ECC – pamięć RAM wyposażona w system kodowania korekcyjnego ECC (ang. Error Checking and Correction, Error Correction Code), działający w oparciu o kod Hamminga lub  kod Reeda-Solomona.
Pamięć ECC ma rozszerzoną szynę danych, którą przesyłane są nadmiarowe dane kontrolne, umożliwiające korygowanie błędów polegających na przekłamaniu 1 bitu (ang. single-error-correcting) oraz wykrywanie błędów polegających na przekłamaniu 2 bitów (ang. double-error-detecting). Pamięć ECC zapewnia większą stabilność działania systemu komputerowego, niż w przypadku zastosowania zwykłych pamięci RAM – zwanych też nECC lub non-ECC. Aby wykorzystać możliwości oferowane przez pamięć ECC, płyta główna i jej BIOS oraz procesor (w którym najczęściej znajduje się kontroler pamięci RAM) muszą obsługiwać ten typ pamięci.
Pamięć ECC stosowana jest najczęściej w komputerach, od których wymaga się niezawodności działania, w szczególności pełniących rolę serwera, oraz tam gdzie występuje zwiększony poziom promieniowania jonizującego np. w przestrzeni kosmicznej.